# کپسول کلیوی

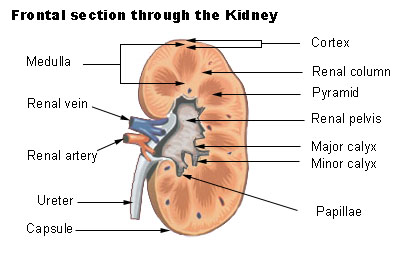
کلیه از جلو

کپسول کلیوی از یک لایه ضخیم از بافت چربی (آدیپاز) پوش نفرونی (به انگلیسی: perinephric adipose tissue) تشکیل گشته است. این لایه حفاظت دربرابر ضربه و فشار را برای کلیه فراهم می‌آورد.
کپسول کلیوی مربوط به لایه‌های دیگر نیز می‌تواند باشد، به ترتیب زیر (از درونی به بیرونی‌ترین لایه‌ها)
همچنین باید دقت شود که کپسول کلیوی با بافت چربی دور کلیه فرق می‌کند. کپسول کلیوی نقشی در ضربه‌گیری ندارد.
درون‌بخش کلیه (به انگلیسی: renal medulla)
برون‌بخش کلیه (به انگلیسی: renal cortex)
کپسول کلیوی
چربی پوش نفرونی (به انگلیسی: perinephric fat) (و یا چربی پوش کلیوی)
لایهٔ فاسیای کلیوی (به انگلیسی: renal fascia)
چربی شبه نفرونی (به انگلیسی: paranephric fat) (و یا چربی شبه کلیوی)
صفاق (جلو)، و لایهٔ فاسیا عرضی (به انگلیسی: transversalis fascia) (پشت).
بافت چربی (آدیپاز) پوش نفرونی ممکن است به عنوان قسمتی از کپسول کلیوی در نظر گرفته شود که دراین صورت به آن کپسول آدیپاز کلیوی (به انگلیسی: adipose capsule of kidney) می‌گویند.